# Villa Zillerstraße 5 (Radebeul)
Die Villa in der Zillerstraße 5 liegt im Stadtteil Niederlößnitz der sächsischen Stadt Radebeul. Sie wurde 1878 durch die Gebrüder Ziller errichtet.

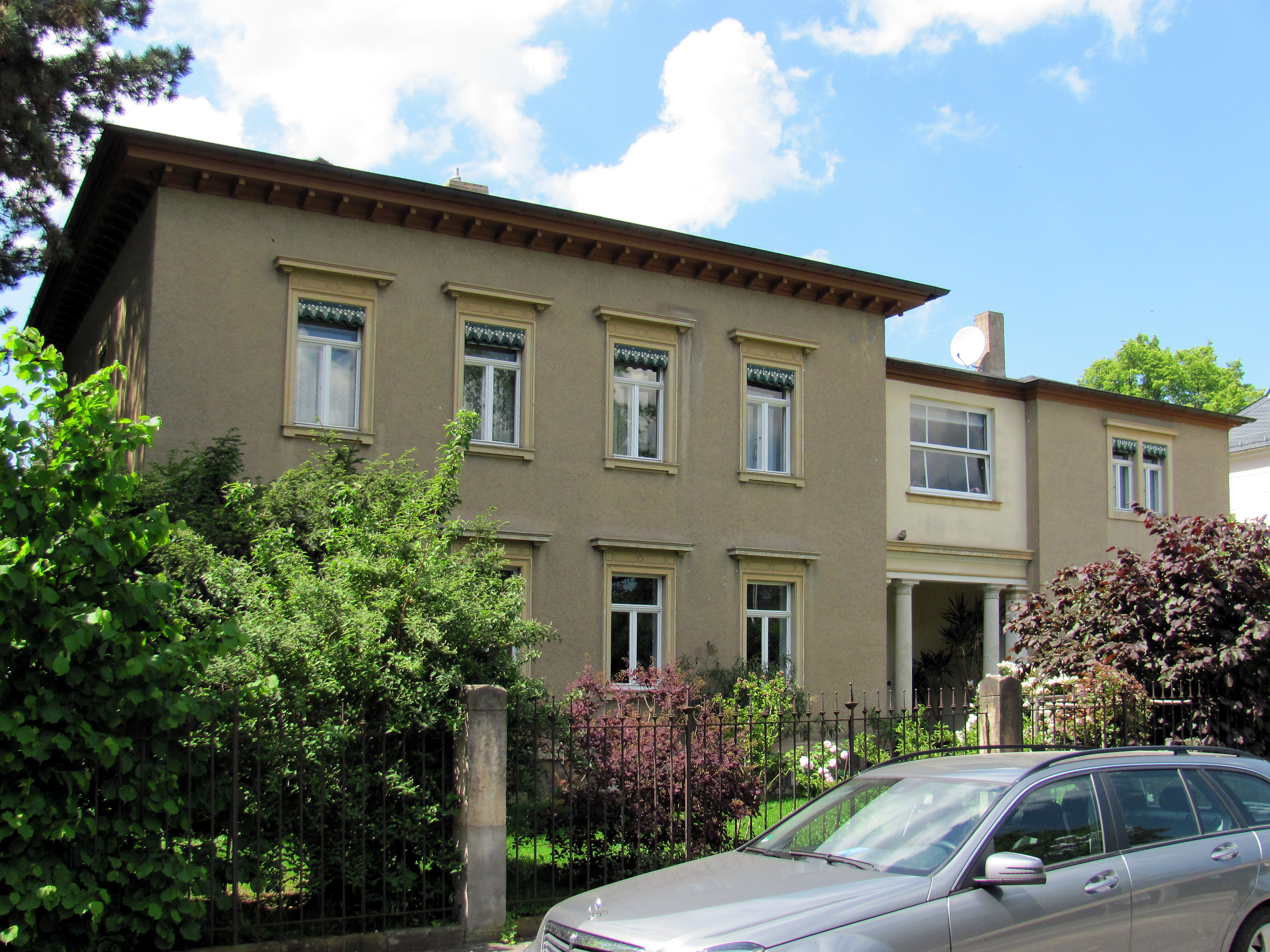
Villa Zillerstraße 5

## Beschreibung

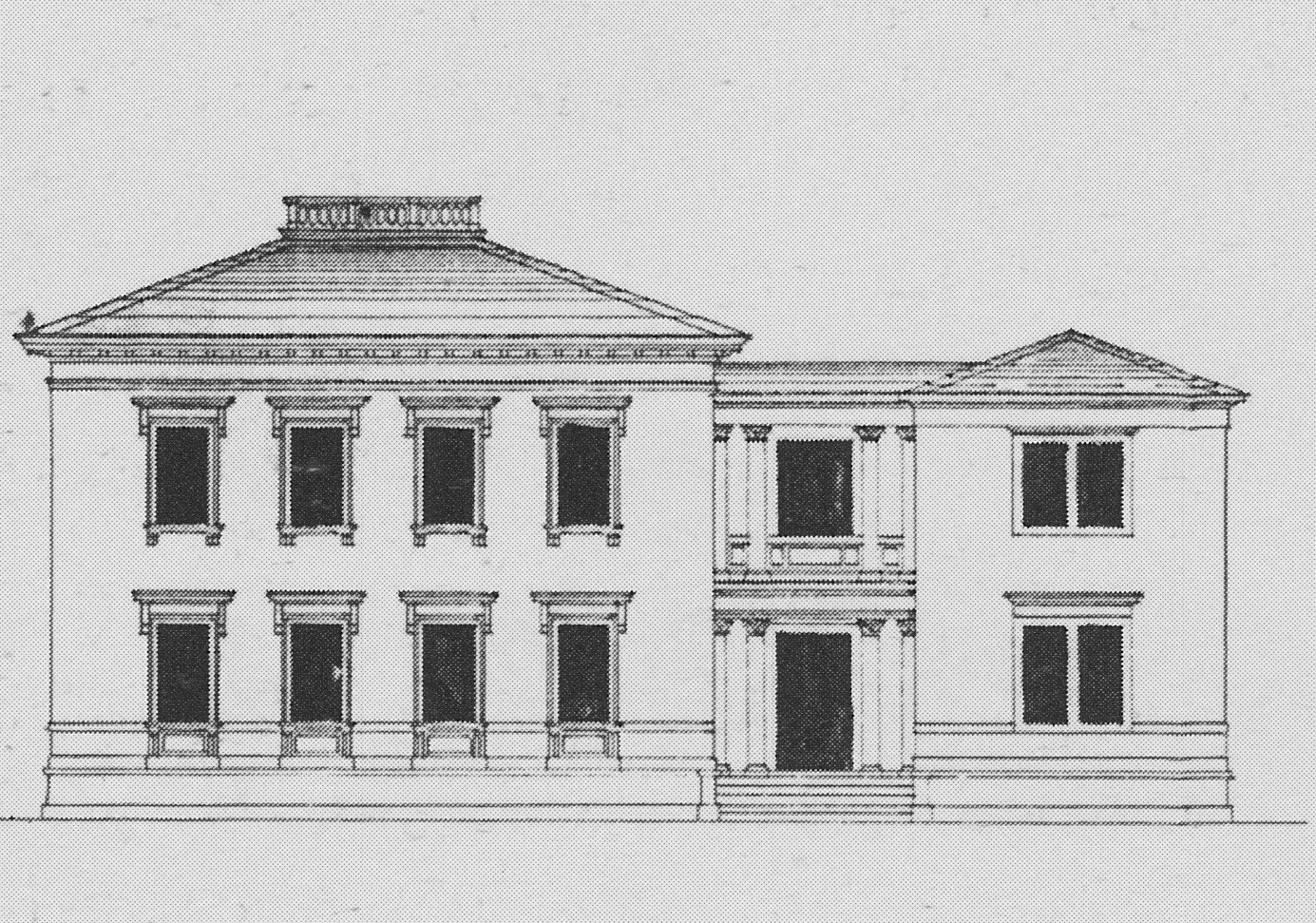
Zillerstraße 5, Bauzeichnung von 1878

Die als Gruppenbau „im Stil eines italienischen Landhauses“ konzipierte, mitsamt der Einfriedung unter Denkmalschutz stehende Villa besteht aus drei Baukörpern in Form eines zweigeschossigen Haupthauses auf der Gartenseite des Grundstücks und damit nach Süden ausgerichtet, eines zweigeschossigen Nebengebäudes auf der Nordseite sowie eines Verbindungsbaus. Diese Art des Gruppenbaus ähnelt damit den zeitgleich entstandenen Villen in der ehemaligen Sophienstraße wie beispielsweise Haus Rudell oder der Sophienhof (nur ohne Turm) oder aber der viel größeren, früher entstandenen Villa Hoflößnitzstraße 6.
Der Hauptbau zeigt in der Straßenansicht vier Fensterachsen, die Seitenansicht ist zwei Fensterachsen breit. Obenauf befindet sich ein flaches und abgeplattetes Walmdach mit einem großen Dachgesimsüberstand. Der Nebenbau auf der Nordseite hat trotz ebenfalls zweier Geschosse eine etwas niedrigere Trauf- und Firsthöhe. Er zeigt zur Straße jeweils ein Doppelfenster in den Geschossen. Der Verbindungsbau ist im Erdgeschoss offen und wird durch zwei Pilaster außen und zwei Säulen weiter innen geschmückt. Eine Freitreppe führt dort zum Eingang. Die heute geschlossene Loggia im Obergeschoss sah ursprünglich genauso aus wie der darunterliegende Eingang.
Die Fassaden des Putzbaus sind einfach gegliedert, die Fenster werden durch, ursprünglich konsolenverzierte, Gewände eingefasst, obenauf mit geraden Sandstein-Verdachungen. In den Gewänden befinden sich Sonnenschutzlamellen, die von metallenen, farbig bemalten Schabracken verdeckt werden.
Die Einfriedung besteht aus Lanzettzaunfeldern zwischen Sandsteinpfeilern.

## Geschichte
Der Prüfvermerk der zuständigen Amtshauptmannschaft für diese Villa der Serkowitzer Baumeister Gebrüder Ziller stammt vom Januar 1878. Im Jahr 1895 erfolgte auf der Rückseite des Nebenbaukörpers ein Wirtschaftsanbau, den das Dresdner Architekturbüro Schilling & Graebner plante. Ein weiterer Anbau für ein Treppenhaus entstand 1931 auf der Rückseite des Hauptbaukörpers durch den Architekten Johannes Eisold.
Laut Adressbuch 1933 bis mindestens 1934 wohnte der Maler Alexander Kircher in der Zillerstraße 5.